# Santa Clara del Mar
Santa Clara del Mar is een plaats in het Argentijnse bestuurlijke gebied Mar Chiquita in de provincie Buenos Aires. De plaats telt 5.204 inwoners.